# یواس‌اس پوکوموک (ای‌وی-۹)
یواس‌اس پوکوموک (ای‌وی-۹) (به انگلیسی: USS Pocomoke (AV-9)) یک کشتی بود که طول آن ۴۹۲ فوت (۱۵۰ متر) بود. این کشتی در سال ۱۹۴۰ ساخته شد.